# Vähä Aitasalo
Vähä Aitasalo är en ö i Finland. Den ligger i sjön Päijänne och i kommunen Kuhmois i landskapet Mellersta Finland, i den södra delen av landet, 150 km norr om huvudstaden Helsingfors. Öns area är 43,8 hektar och dess största längd är 1,1 kilometer i öst-västlig riktning.